# Suíça nos Jogos Olímpicos de Verão de 1908
A Suíça participou dos Jogos Olímpicos de Verão de 1908 em Londres, no Reino Unido. Não conquistou nenhuma medalha. Só teve um atleta que participante, Julius Wagner, que se classificou em 19º lugar no arremesso de disco.